# Carélie orientale
La Carélie orientale, connue également sous les noms de Carélie de l'Est ou Carélie russe, est la partie de la Carélie qui reste depuis le traité de Stolbovo en 1617 chrétienne orthodoxe sous autorité russe. Elle est séparée de la partie occidentale de la Carélie, nommée par contraste Carélie finlandaise ou historiquement Carélie suédoise (avant 1808). La plus grande partie de la Carélie orientale fait aujourd'hui partie de la république de Carélie, dans la fédération de Russie.

## Géographie
C'est une région qui se trouve au nord de la Russie.

## Histoire
Au XIXe siècle, le parti nationaliste des fennomanes considéra la Carélie orientale comme le berceau de la culture finnoise, « non contaminée » par les influences tant scandinave que slave. Dans les sous-bois à peine peuplés de Carélie orientale, principalement dans la Carélie vienanne, Elias Lönnrot rassembla des contes folkloriques qui deviendront par la suite l'épopée nationale finlandaise, le Kalevala.
L'idée d'annexer la Carélie orientale à la Finlande (une des étapes vers la Grande Finlande), était très populaire dans la jeune Finlande nouvellement indépendante. Mais son gouvernement refusa d'appuyer  le Soulèvement populaire des Caréliens orientaux (fi) qui éclate en octobre 1921 qui reçoit 550 volontaires finlandais dans ce qui appelé le Heimosodat. L'armée rouge écrase cette insurrection en 1922.
Elle fut particulièrement portée dans le cœur des Finlandais durant la guerre de Continuation, lors de laquelle elle paraissait possible avec le soutien des Allemands. Une grande partie de la Carélie orientale fut occupée par les armées finlandaises entre 1941 et 1944. La guerre fut accompagnée d'exactions à l'encontre des populations russes de la région, notamment le travail forcé ou l'internement dans des camps de prisonniers comme membres d'une nation ennemie. Après la guerre de Continuation, les appels visant à l'annexion de la Carélie orientale disparurent pratiquement totalement.